# Asamblea Suprema Islámica de Irak
La Asamblea Suprema Islámica de Irak (ASII) o El Consejo Supremo de la Revolución Islámica en Iraq (CSRII) o  El Consejo Supremo Islámico de Irak (CSII o SIIC) (en idioma árabe المجلس الأعلى الإسلامي العراقي antiguamente denominado Asamblea Suprema para la Revolución Islámica en Irak) Es un partido político iraquí. Se formó  el 17 de octubre de 1982 en la capital de la República Islámica de Irán (Teherán) con el objetivo de derrocar el sistema político iraquí en aquel entonces (Sadam Huseín).
Estaba dirigido por Sayed Muhammad Baqir al-Hakim  que huyó de Irak en 1979, estableciéndose en Irán, ya que se le consideraba el portavoz oficial del Consejo. La mayoría de los miembros del Consejo Supremo son iraquíes que pertenecían al partido islámico Dawa en Irak. Huyeron a Irán durante la primera guerra del Golfo.
El CSRII era un frente o un paraguas para los partidos islámicos iraquíes. Incluía el Movimiento Muyahidín iraquíes dirigido por Abdul Aziz al-Hakim, el Partido Islámico Dawa, la Organización de Acción Islámica, el Movimiento Islámico Kurdo, e incluía a árabes, kurdos y turcomanos, chiitas y sunitas.
Mahmoud Al-Hashemi presidió cuatro períodos: la primera, la segunda, la cuarta y la quinta. Ali Al-Haeri presidió la tercera  período. Luego, Muhammad Baqir al-Hakim asumió la presidencia desde la sexta período hasta su asesinato en Najaf en 2003.
Cuando se estableció el consejo, este no era un partido con un discurso intelectual y cultural específico, y no tenía teoría política ni un programa político conocido. Se formó por tanto como un intento de reunir a las organizaciones políticas chiitas bajo un nombre, ya que no se formó como un partido u organización, sino como un marco inclusivo para los islamistas iraquíes.
A efectos prácticos se convirtió en una de las facciones islámicas que tienen su propio discurso y política.

## La presidencia[7]
Mahmoud Al-Hashemi presidió cuatro períodos: la primera, la segunda, la cuarta y la quinta. Ali Al-Haeri presidió la tercera  período. Luego,Muhammad Baqir al-Hakim presidió  desde la sexta período hasta su asesinato en Najaf en 2003.
Abdul Aziz al-Hakim  desde 2003 hasta su muerte 2009.
Ammar al-Hakim desde 2009 hasta 2017.
Humam Hamoudi desde 2017 hasta ahora.

## Ideología
La ideología de la Asamblea Suprema Islámica de Irak (conocida como ASII, por sus siglas en español) es islamista chií; y está fuertemente inspirada por la Revolución Islámica que tuvo lugar en el vecino país de Irán en 1979 (aunque aparentemente se ha moderado en los últimos años). Durante la mayor parte de su historia su objetivo fundamental ha sido crear un régimen teocrático en Irak a imagen y semejanza del que existe en Irán.

## Operaciones militares

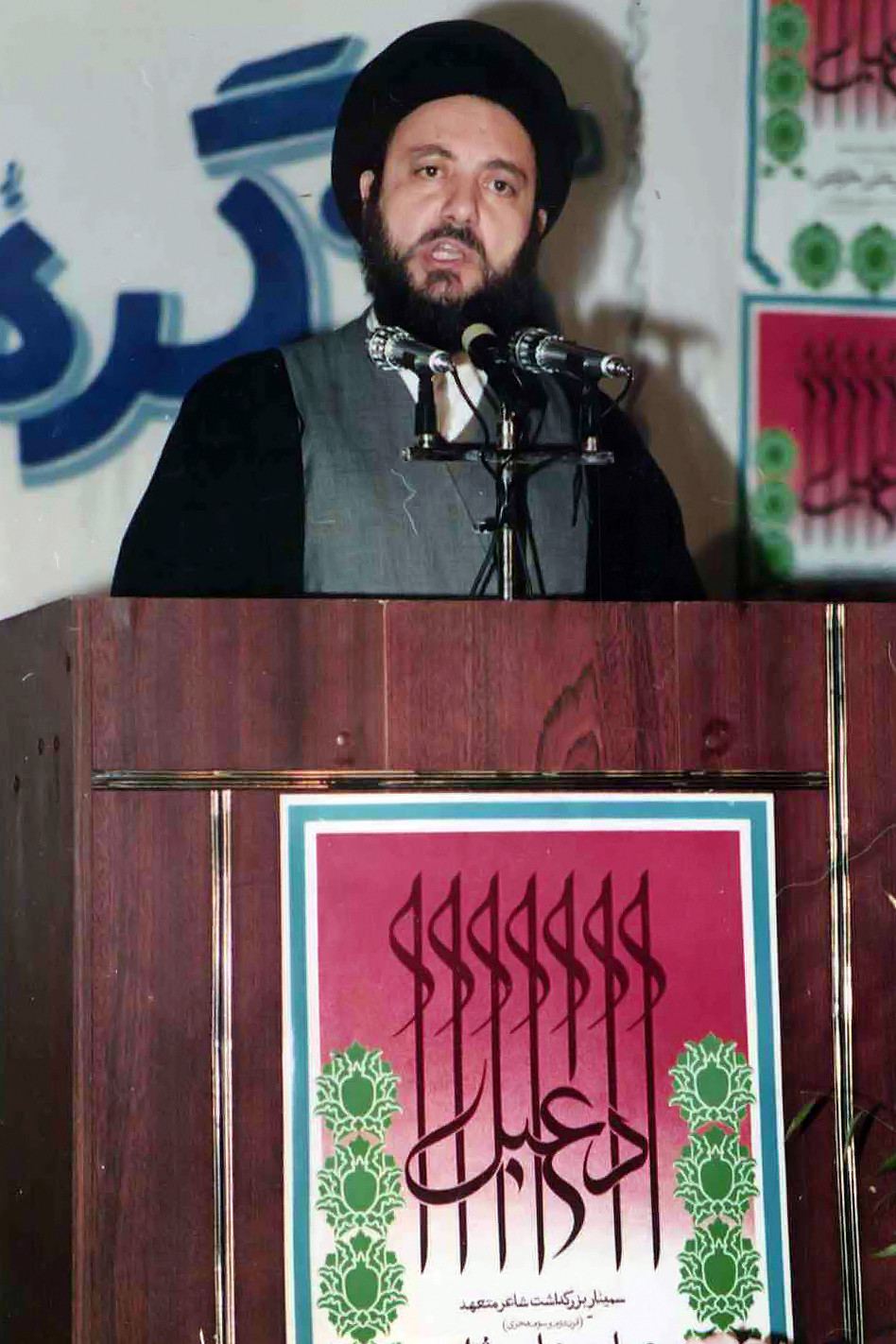
Muhammad Baqir al-Hakim

Cuando estalló la guerra entre Irán e Irak en 1980, "y solo un año después de que Muhammad Baqir al-Hakim fundara en el exilio el CSRII, la milicia de la "Brigada Badr" se estableció en Irán en 1982, por iniciativa de la inteligencia iraní. Con la ayuda de algunos exiliados iraquíes en Irán, la organización tenía como objetivo beneficiarse del cautiverio de cientos de oficiales del ejército iraquí, incluidos oficiales, pilotos, soldados, por parte de las fuerzas iraníes con motivos  de propaganda, políticos, militares y de inteligencia al servicio del régimen iraní. El régimen gobernante en Irán bajo el liderazgo del ayatolá Ruhollah Jomeini le pidió a Sayyid Baqir al-Hakim que supervisara la brigada, y Mahmoud al-Hashemi, un exmiembro del Consejo Judicial iraní, lo ayudó durante varios años. El comienzo fue con una brigada a la que se unieron algunos voluntarios que querían combatir el régimen de Saddam Hussein en Irak.  Esta fuerza se convirtió rápidamente en un cuerpo con pleno derecho y se unió a las fuerzas regulares del CGRI en las líneas del frente durante la guerra irano-iraquí de los años 80.
Como rama militar del CSRII, Badr nunca supuso una seria amenaza para el antiguo régimen iraquí. El principal problema era afanarse por llegar a ser una organización militar convencional equipada con armamento pesado en lugar de una fuerza guerrillera capaz de infiltrarse en Irak fácilmente y operar clandestinamente. Mientras que sus fuerzas convencionales parecían impresionantes en desfile, su ineficacia se manifestó durante la revuelta chií de 1991 en Irak [al término de la guerra del Golfo]. Las fuerzas de Badr se las arreglaron para cruzar la frontera pero fueron contundentemente aplastadas por el Ejército iraquí.
La relación entre Badr y el Cuerpo de Guardia de la Revolución Islámica ha sido objeto de mucha desinformación, exageración y confusión informativa. Si es cierto que no hay duda que Badr fue parcialmente creado por el CGRI y por él sostenido durante los primeros años, la relación se degradó cuando se puso fin formal a la guerra irano-irauí en agosto de 1988. Un mito que se ha sostenido durante todos estos años, principalmente por el anterior régimen del Partido Baaz y sus seguidores, es que Badr estaba completamente subordinado a la estructura de mando del Cuerpo de Guardia de la Revolución Islámica iraní.
Después de la ocupación estadounidense de Irak el 9 de abril de 2003, Muhammad Baqir al-Hakim decidió poner fin al papel militar de Badr. Sin embargo, después del asesinato de Baqer al-Hakim en agosto de 2003, no se le dio la oportunidad de tomar esta decisión. No obstante, el nombre de la Brigada de Badr se cambió a Organización Badr, e incluyó en la Ley 97 de junio de 2004 la fusión de milicias dictada por el gobernador civil estadounidense Paul Bremer.

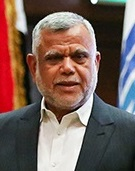

Bajo el liderazgo de Hadi al-Amiri, la Organización Badr logró muchas de las tareas prioritarias de los iraníes, como la liquidación de los cuadros y las élites iraquíes, desmontar  fábricas civiles y militares (incluidas las instalaciones de fabricación militar) y el control de los  metales preciosos para enviarlos a Irán. En 2013, la Organización Badr se separó del CSII  y se unió a una la lista liderada por Nuri al Maliki (al partido islámico Dawa) y participó con ella en las elecciones de 2014.
En 2011, el “Movimiento Jihad y al-Binaa” se estableció como uno de los grupos aliados y cercanos al “CSII” y tiene representantes en el parlamento iraquí. Este movimiento consta de tres organizaciones islámicas, a saber, el "Movimiento Hezbolá en Irak", el "Movimiento Sayyid al-Shuhada" y el "Partido Ennahda de Irak". Estas tres organizaciones se definen a sí mismas como "movimientos yihadistas", lo que significa que lucharon contra el régimen de Saddam. y se opuso a sus políticas represivas. El miembro del Parlamento, Hassan al-Sari, es el secretario general del grupo. Anteriormente fue líder del movimiento Hezbolá en Irak y miembro del Consejo Shura del Consejo Supremo para la Revolución Islámica en Irak. Hassan Al-Sari dice: "El objetivo detrás del establecimiento de este movimiento es participar en la construcción de Irak, combatir la corrupción y trabajar para estabilizar Irak apoyando el proceso político". El "Movimiento Jihad y al-Binaa" participó en las elecciones provinciales de 2014 dentro de la lista "Coalición Ciudadana" encabezada por Ammar al-Hakim y le brindó todo su apoyo para ganar las elecciones.
En 2014, cuando el "Estado Islámico" (ISIS) arrasó y tomó el control de la ciudad de Mosul, Ammar al-Hakim con la ayuda de Movimiento Jihad y al-Binaa formó una milicia especial conocida como las "Saraya Ashura". Esta fuerza incluye a varios excombatientes del "Organización Badr" " y no desea exhibir las armas que recibió de Irán. Sin embargo, Ni las "Saraya Ashura" ni el CSII han declarado públicamente al liderazgo religioso iraní ni declararon a los esfuerzos de Irán para enviar yihadistas chiitas a Siria.
En 2014, el partido estableció tres facciones armadas para enfrentar a Estado Islámico (ISIS): Saraya Ashura, Saraya al-Jihad y Saraya Ansar al-Aqeeda.
El partido tiene dos canales de televisión que se llama Al Forat Network y Al-ayyam que se dedican, entre otras cosas, a predicar las ideas del partido y presentar su punto de vista de la situación de Irak; aunque sus críticos lo acusan de incitar al odio sectario contra los suníes.

## Política
Con la caída de Saddam Hussein después de la invasión de Irak, CSII rápidamente saltó a la fama en Irak, trabajando en estrecha colaboración con los otros partidos chiitas. Ganó popularidad entre los chiitas iraquíes al proporcionar servicios sociales y ayuda humanitaria.
Aunque al principio al-Hakim fue muy crítico con la ocupación americana, finalmente el partido aceptó formar parte del nuevo Gobierno de Transición y cooperar con Estados Unidos a cambio del compromiso de los estadounidenses de convocar elecciones y entregar el poder a los líderes electos iraquíes en un corto plazo.
En la actualidad el CSII ya no pretende crear un régimen teocrático al estilo de Irán; el partido ahora acepta que el mejor sistema de gobierno para Irak es una democracia pluralista y secular, que respete la libertad de cultos y la separación entre Religión y Estado, aunque cualquier Gobierno en que participe la CSII debe guiarse en lo posible por los principios chiíes. Esta línea moderada coincide con la de musulmanes demócratas en otros países islámicos más seculares.
Se alega que el CSII recibe dinero y armas de Irán, y a menudo se le acusa de ser un representante de los intereses iraníes. Los líderes del partido han moderado muchas de las posiciones públicas del partido y lo han comprometido con la democracia y la cooperación pacífica. La base de poder del CSII está en el sur de Irak, de mayoría chií.

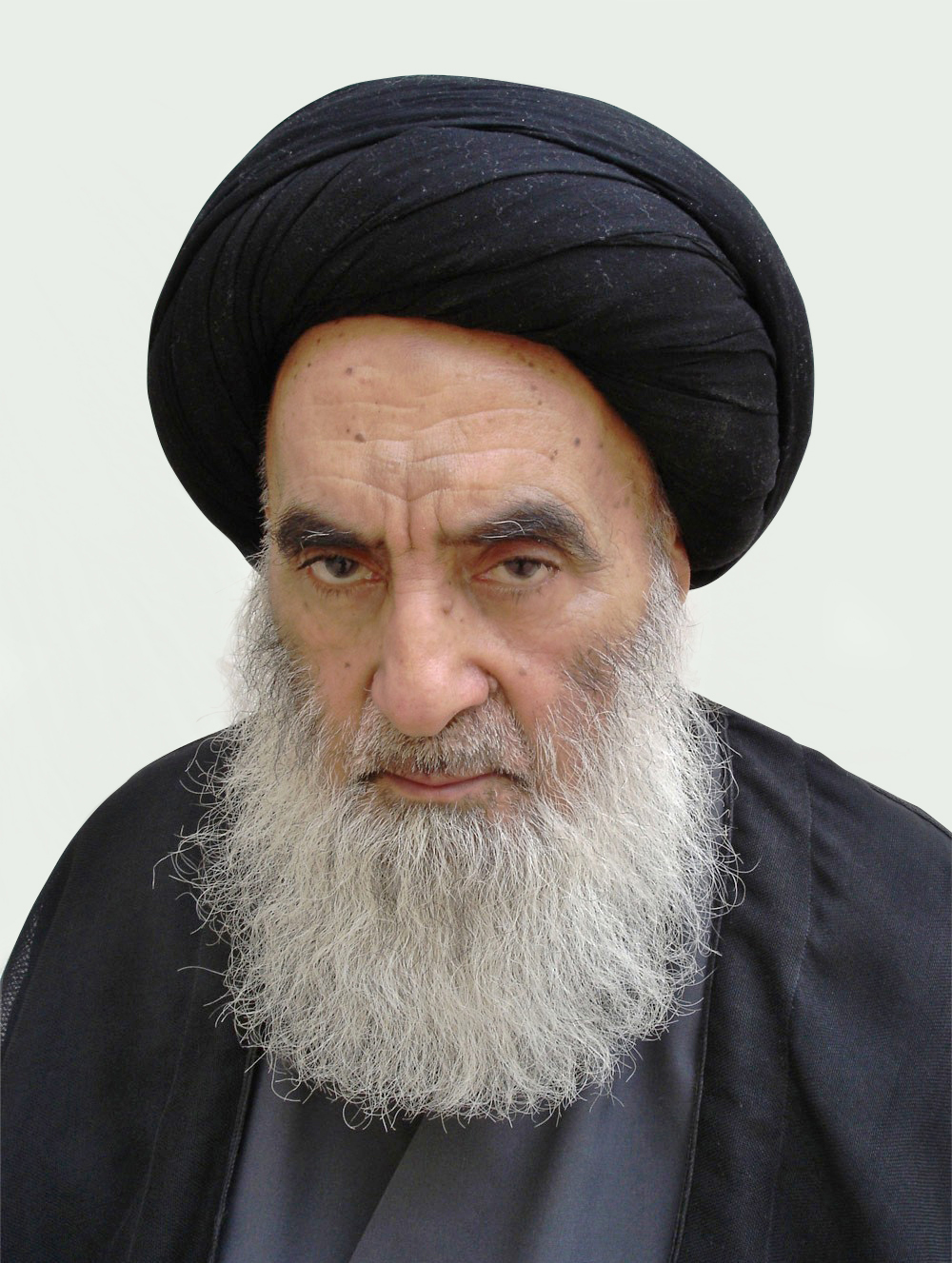
Ayatolá Ali al Sistani

Su líder, el ayatolá al-Hakim, murió en un atentado con coche bomba en la ciudad iraquí de Nayaf el 29 de agosto de 2003. El coche bomba explotó cuando el ayatolá salía de un santuario religioso (la mezquita del Imán Ali) en la ciudad, justo después oraciones del viernes, matando a más de 85 personas. El hermano de al-Hakim, Abdul Aziz al-Hakim, se convirtió entonces en el nuevo líder máximo del partido.
A medida que se acercaban las elecciones para elegir un Gobierno provisional, se hicieron más fuertes las presiones para que los partidos políticos exclusivamente chiíes se unieran en una gran coalición electoral; el gran ayatollah sayyid Ali al-Sistani, máxima autoridad religiosa de los chiíes de Irak, fue el gran protagonista de las negociaciones para formar esta alianza, ya que es la única persona cuyas decisiones acatan todos los líderes políticos chiíes. Finalmente, 22 partidos políticos chiíes aceptaron unirse a esta coalición llamada la Alianza Unida Iraquí (aunque conocida dentro de Irak como Lista Sistani) que presentaría una sola lista de candidatos a diputados para la nueva Asamblea Nacional Constituyente; de los 22 partidos que eran miembros de la Alianza, los más importantes eran la Asamblea Suprema para la Revolución Islámica en Irak, el Partido Islámico Dawa, el Partido Islámico Dawa-Organización de Irak, el Partido Islámico de la Virtud y el Movimiento Sadrista.
El CSII se unió a la lista de la Alianza Unida Iraquí para las elecciones generales del 30 de enero de 2005, pero presentó listas separadas en algunas elecciones de consejos de gobernación celebradas el mismo día, ganando seis de las ocho gobernaciones de mayoría chiita y quedando en primer lugar en Bagdad con el 40% de los votos. Tras la elección el CSII tuvo muchos miembros contratados por varios ministerios de gobierno, en particular el Ministerio del Interior, "asegurándole una posición favorable". Su administración en el sur de Irak ha sido criticada como corrupta y como "teocracia mezclada con delincuencia".
Como producto de este acuerdo un líder chií de la Alianza Iraquí Unida debía ser elegido primer ministro de Irak (máximo gobernante del país); aunque el CSII era el partido más grande de la Alianza, su líder (al-Hakim) despertaba el rechazo de muchos sectores de la sociedad iraquí, incluso dentro de la misma Alianza chií. Además de ese rechazo, existía una regla no escrita dentro de la Alianza según la cual ningún clérigo debía ser elegido para un cargo político; por todo eso Al Hakim no fue candidato, pero de todas maneras la elección interna dentro de la Alianza Iraquí Unida no fue fácil.
Una vez más, las presiones y la mediación del Ayatolá Sistani lograron que se llegara a un consenso por el cual el máximo líder de Dawa, Ibrahim al-Jaafari, fue elegido primer ministro el 7 de abril del 2005. Aunque el CSII había tenido que ceder el cargo más importante del nuevo Gobierno a su rival interno (Dawa); seguía siendo el partido más importante de la Alianza oficialista, teniendo una gran cantidad de Ministerios ocupados por sus dirigentes y ejerciendo un poder decisivo en las grandes decisiones. De hecho, al-Hakim era la persona más importante del Gobierno después del primer ministro al-Jaafari (aunque formalmente no ocupara ningún cargo en el mismo).
Actualmente la principal ambición del CSII  es que se acelere la creación de una Región Autónoma Chií en el sur del país; algo que permite la nueva Constitución pero que debe ser hecho por medio de una Ley aprobada en el Parlamento. Los sunítas se oponen radicalmente a este objetivo del CSII  porque temen que sea un primer paso para dividir al país; y acusan a al-Hakim de querer crear un nuevo país independiente exclusivamente chií que se quedaría con la mayor parte de los recursos petroleros del actual Irak.
Abdul Aziz al-Hakim falleció 26 de agosto de 2009, a los 56 años, en la capital iraní, donde recibía tratamiento de quimioterapia para el cáncer que afectaba a su pulmón. Su hijo, Amar al-Hakim, se convirtió entonces en el nuevo líder del partido, y estableció la fundación "Shahid Al-Mihrab" y "Alianza Al-Muwatin", que participó en las elecciones 2010 locales y parlamentarias y obtuvo 17 escaños en el Parlamento.

## Cambio de nombre
El Consejo se conocía anteriormente como SCIRI, pero en una declaración publicada el 11 de mayo de 2007, los funcionarios del SCIRI dijeron a Reuters que el partido islamista cambiaría su nombre para reflejar lo que llamaron la situación cambiante en Irak, eliminando la palabra "Revolución", ya que este término se percibía como una referencia al derrocamiento del gobierno baazista, y esa lucha ya había terminado al ser derrocado dicho régimen. Además, querían reflejar una nueva imagen más moderada y cercana a la reconciliación nacional.
Su nombre ahora es Consejo Supremo Islámico de Irak o Asamblea Suprema Islámica de Irak.

## Descalabro electoral.
El 31 de enero del 2009 se celebraron elecciones regionales en 14 de las 18 provincias iraquíes. En ellas se debían elegir los miembros de los Consejos Legislativos provinciales. Cada Consejo Legislativo deberá elegir posteriormente al Gobernador de su respectiva provincia.
El CSII concurrió a los comicios al frente de una coalición con aliados más pequeños llamada Shahid al Mihrab, compitiendo contra su antiguo aliado y ahora rival, el Partido Islámico Dawa. El resultado fue un descalabro electoral para CSII.
La Asamblea Suprema no ganó en ninguna provincia, ni siquiera en las de mayoría chií; y lo que es peor, la diferencia con el triunfador Dawa fue enorme y aplastante. En la provincia de Basora el CSII no logró superar el 11,60% de los votos (un lejano segundo lugar) y en la de Bagdad apenas obtuvo el 5,40% de los votos (el sexto lugar), lo que es visto como un resultado desastroso.
El resultado se atribuye a la enorme y reciente popularidad personal del primer ministro Nuri al Maliki (motivada por los triunfos de su estrategia de seguridad); pero lo cierto del caso es que la humillante derrota electoral ha dejado a la Asamblea Suprema en una situación muy difícil de cara a las próximas elecciones nacionales.

## La derrota en las elecciones de 2010

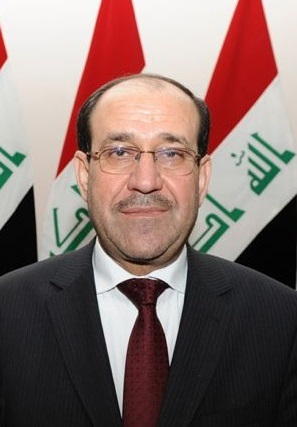
Nuri al Maliki

Poco tiempo después el partido selló una alianza con sus antiguos enemigos del Bloque Sadr (con los que incluso había librado batallas sangrientas de guerrilla urbana), para formar una coalición electoral (llamada Alianza Nacional) que postule una sola lista de candidatos a las elecciones parlamentarias del 7 de marzo del 2010.
Si la Asamblea Suprema Islámica y el Bloque Sadr hubieran conseguido derrotar en esas elecciones al Partido Islámico Dawa y a su líder (el primer ministro Nuri al Maliki); un líder de la Asamblea Suprema Islámica podría haberse convertido en el nuevo primer ministro de Irak y el partido hubiera obtenido el poder.
Pero cuando las elecciones se celebraron como estaba previsto el 7 de marzo del 2010;la Alianza Nacional formada por la Asamblea Suprema Islámica y el Bloque Sadr quedó de tercera detrás de la coalición del ex primer ministro Iyad Allawi (que resultó ganadora por un estrecho margen) y de la coalición del primer ministro Maliki.
En concreto, la lista liderada por Allawi obtuvo 2.631.388 votos populares, equivalentes al 25,87% del total de los sufragios, y 91 diputados en el Consejo de Representantes de Irak; la lista de Dawa (liderada por Maliki) obtuvo 2.620.042 votos, que representan el 25,76% de los sufragios, y 89 diputados. La Alianza Nacional consiguió 1.976.412 sufragios, equivalentes al 19,43% de los votos, y 70 diputados; la coalición de los partidos nacionalistas kurdos obtuvo 1.553.667 votos populares, que representan el 15,27% de los sufragios, y 43 diputados. Los 32 diputados restantes fueron para fuerzas minoritarias que sumaron en su conjunto poco más del 13% de los votos. Dawa y su líder Maliki triunfaron en casi todas las provincias chiíes (incluyendo todas las del sur del país) y en la multiétnica y multireligiosa provincia de Bagdad (en esta última por estrecho margen); pero Allawi triunfó en todas las provincias suníes y la división del voto chií en dos grupos enfrentados le permitió superar a Maliki por estrecho margen a nivel nacional.
Una de las consecuencias más adversas para la Asamblea Suprema Islámica de Irak, es que de los 70 diputados que ganó su coalición de la Alianza Nacional, 40 pertenecían al Bloque Sadr, de modo que sólo 30 diputados como máximo pertenecen a la Asamblea Suprema Islámica. Con estos resultados el partido quedó relegado a ser el tercer partido más grande de la comunidad árabe chií de Irak, después de haber sido el primero en el pasado.

## Al-Hakim se separó del partido

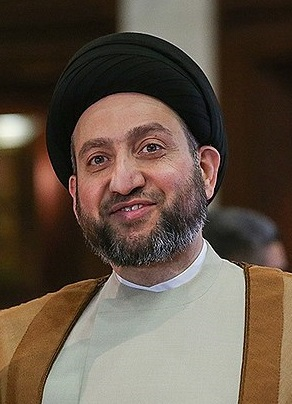

En 2017, Ammar al-Hakim anunció su separación del CSII  y la formación de un nuevo partido llamado (El Movimiento del Hikma Nacional).El mismo día, Humam Hamoudi fue elegido presidente del CSII . Y participó en las elecciones de 2018 con de la Al-Fateh Alliance y ganó 3 escaños en el Parlamento.

## Sus instituciones mediáticas
Al Furat TV es un canal satelital iraquí que transmite en árabe. Fue establecido en Irak en 2004 por Ammar al-Hakim, el exlíder del CSII y el actual líder del Movimiento del Hikma Nacional.
Al-Ayyam TV: Un canal de noticias satelital iraquí de diversa índole e interés político y de seguridad. Se ocupa de noticias sobre asuntos sociales, culturales y islámicos, con sede en Irak.
La Agencia de Noticias Buratha es una agencia de noticias que transmite sus noticias en árabe desde Bagdad. Fue establecida en 2005.

## Figuras destacadas del Consejo Supremo Islámico de Irak
- Mohammed Baqir al-Hakim (líder del SCIRI de 1982 a 2003)
- Abdul Aziz al-Hakim (líder del ISCI y la Alianza Unida Iraquí de 2003 a 2009)
- Ammar al-Hakim (dirigió el Consejo Supremo Islámico de Irak, de 2009 a 2017)
- Adil Abdul-Mahdi (vicepresidente y ex. Primer ministro de Irak)
- Hadi Al-Amiri (jefe de la Organización Badr y miembro del parlamento de Irak)
- Baqir Jabr al-Zubeidi (Ex. Ministro de Finanzas de Irak)
- Riad Ghareeb (ministro de municipalidades y obras públicas de Irak) Mahmoud al-Radi (ministro de Trabajo y Asuntos Sociales de Irak)
- Mohammad Jassem Khodayyir (Ex. Ministro de Inmigración)
- Jalal al-Din Ali al-Saghir (jefe del bloque parlamentario de la Alianza Unida Iraquí (2009-2010))
- Humam Hamoudi (Ex. Miembro del parlamento de Irak)